# Guizancourt

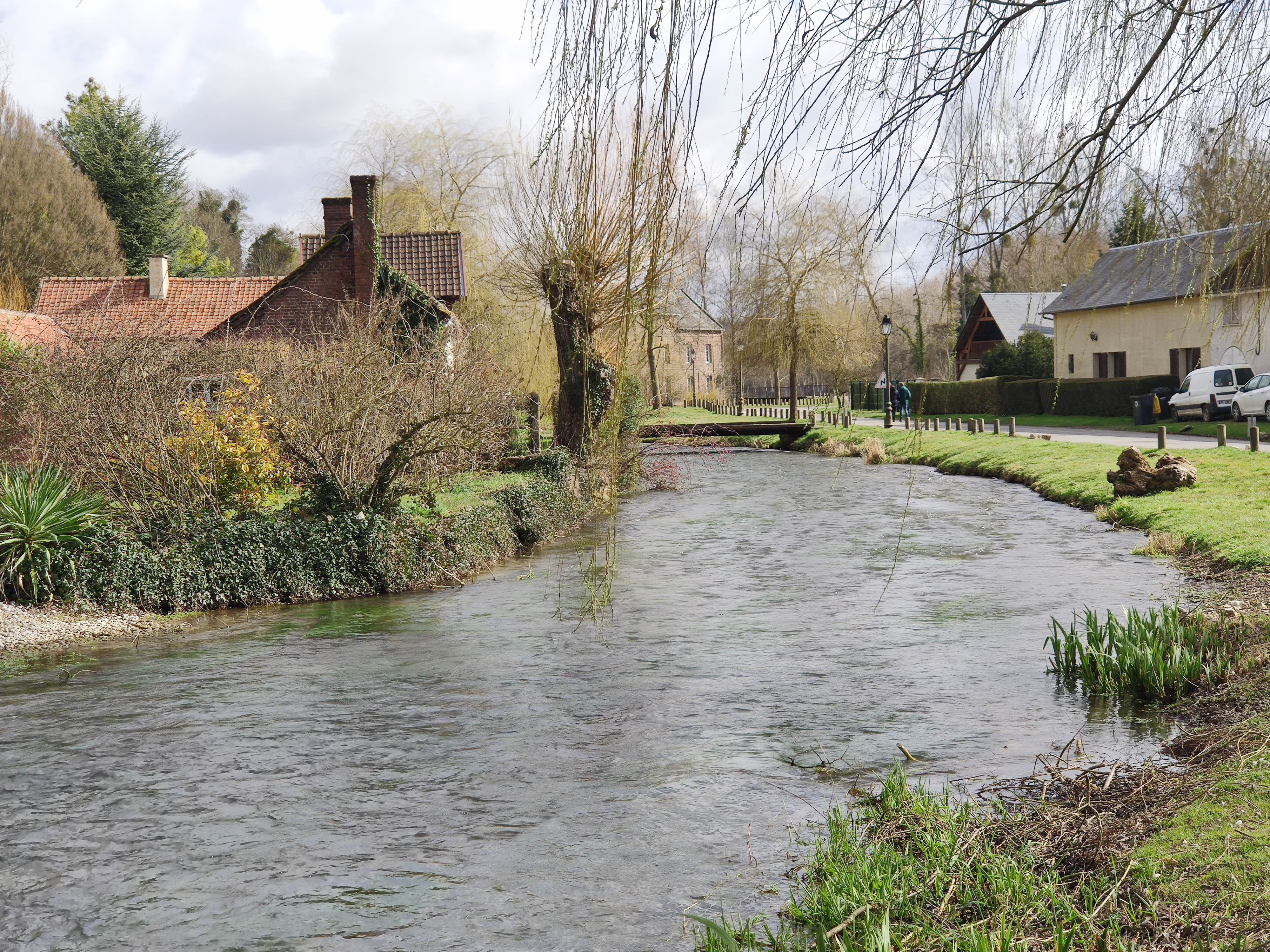
Les Évoissons et la rue du Marais.

Guizancourt est une commune française située dans le département de la Somme, en région Hauts-de-France.

## Géographie

### Localisation
Guizancourt est un village picard de l'Amiénois.
Limitrophe de Poix-de-Picardie, la localité est située à 9 km au nord-est de Grandvilliers, 28 km au sud-ouest d'Amiens et à 33 km au nord-ouest de Beauvais à vol d'oiseau.
Le territoire de la commune est limitrophe de ceux de cinq communes.   
Les communes limitrophes sont Bergicourt, Blangy-sous-Poix, Équennes-Éramecourt, Poix-de-Picardie et Sentelie.

### Géologie et relief
À la fin du XIXe siècle, les terres agricoles sont indiquées de bonne qualité malgré une mince couche végétale et un terrain argileux parsemé de nombreux silex.

### Hydrographie

#### Réseau hydrographique
La commune est située dans le bassin Artois-Picardie. Elle est drainée par l'Evoissons.
Les Évoissons, d'une longueur de 25 km, prend sa source dans la commune de Hescamps et se jette  dans la Selle à Conty, après avoir traversé douze communes.
En 1899, le cours des Évoissons alimente un moulin à farine et une batteuse mécanique. À cette époque, les puits sont rares : la rivière suffit à alimenter le village en eau de bonne qualité et même dotée de vertus bienfaisantes.

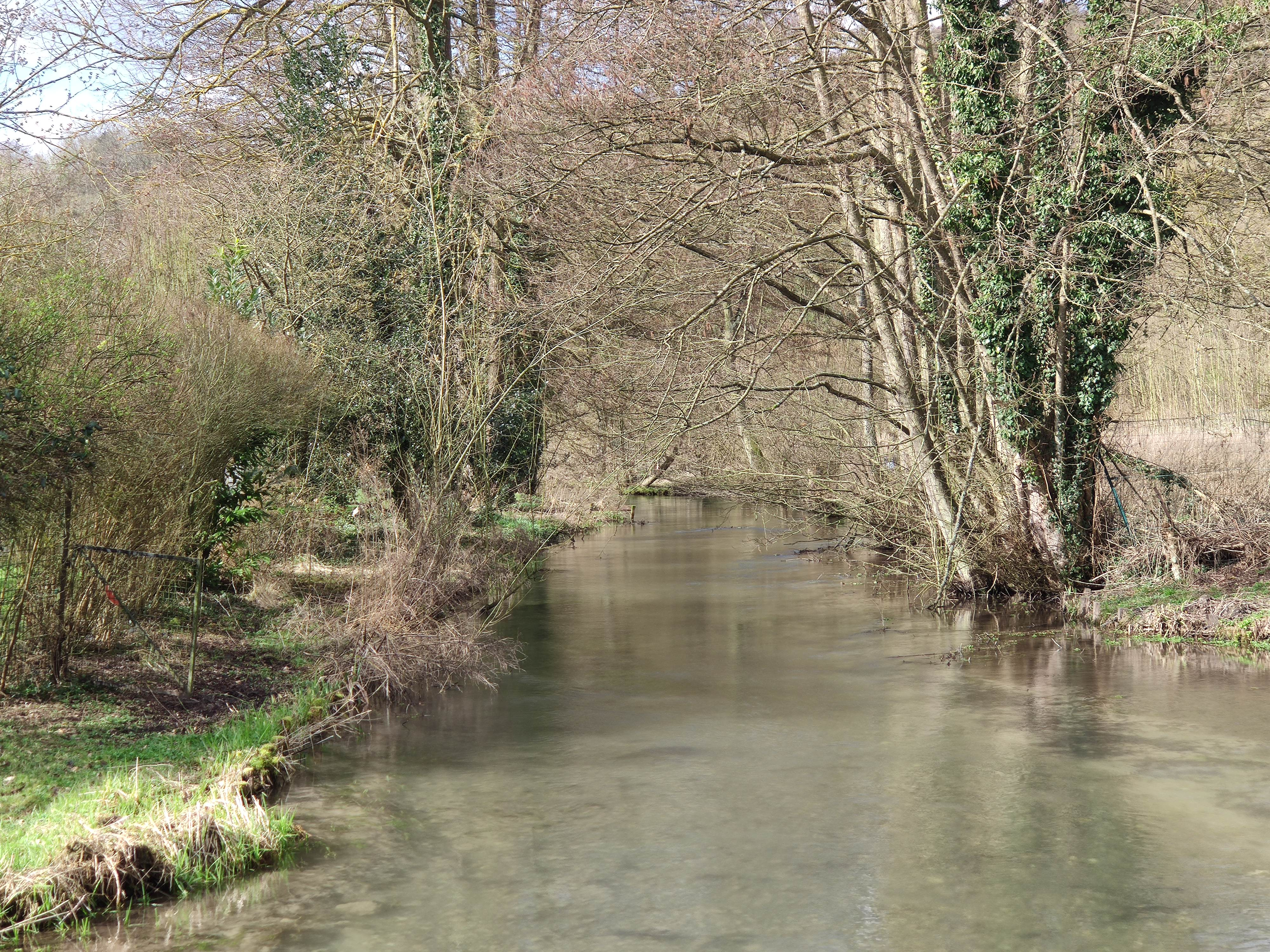
Les Evoissons à Guizancourt.
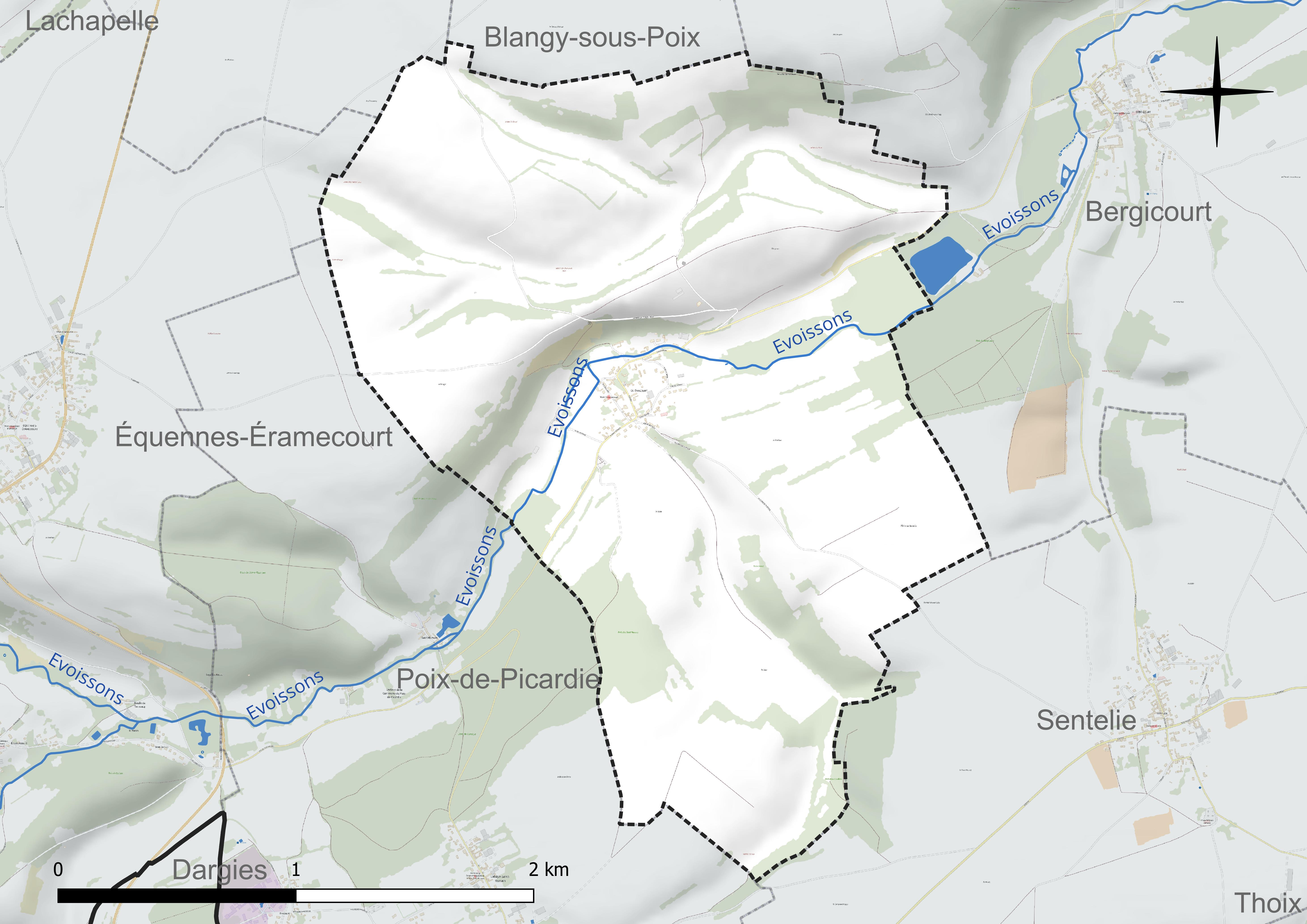
Réseau hydrographique de Guizancourt.

#### Gestion et qualité des eaux
Le territoire communal est couvert par le schéma d'aménagement et de gestion des eaux (SAGE) « Somme aval et Cours d'eau côtiers ». Ce document de planification concerne un territoire de 1 835 km2 de superficie, délimité par le bassin versant de la Somme canalisée. Le périmètre a été arrêté le 29 avril 2010 et le SAGE proprement dit a été approuvé le 6 août 2019. La structure porteuse de l'élaboration et de la mise en œuvre est le syndicat mixte d'aménagement hydraulique du bassin versant de la Somme (AMEVA).
La qualité des cours d'eau peut être consultée sur un site dédié géré par les agences de l'eau et l'Agence française pour la biodiversité.

### Climat
Pour des articles plus généraux, voir Climat des Hauts-de-France et Climat de la Somme.
En 2010, le climat de la commune est de type climat océanique dégradé des plaines du Centre et du Nord, selon une étude du CNRS s'appuyant sur une série de données couvrant la période 1971-2000. En 2020, Météo-France publie une typologie des climats de la France métropolitaine dans laquelle la commune est exposée à un climat océanique et est dans la région climatique Côtes de la Manche orientale, caractérisée par un faible ensoleillement (1 550 h/an) ; forte humidité de l'air (plus de 20 h/jour avec humidité relative > 80 % en hiver), vents forts fréquents.
Pour la période 1971-2000, la température annuelle moyenne est de 10,3 °C, avec une amplitude thermique annuelle de 14,2 °C. Le cumul annuel moyen de précipitations est de 780 mm, avec 12,3 jours de précipitations en janvier et 8,3 jours en juillet. Pour la période 1991-2020, la température moyenne annuelle observée sur la station météorologique la plus proche, située sur la commune de Saint-Arnoult à 17 km à vol d'oiseau, est de 10,4 °C et le cumul annuel moyen de précipitations est de 797,2 mm,. Pour l'avenir, les paramètres climatiques de la commune estimés pour 2050 selon différents scénarios d'émission de gaz à effet de serre sont consultables sur un site dédié publié par Météo-France en novembre 2022.

## Urbanisme

### Typologie
Au 1er janvier 2024, Guizancourt est catégorisée commune rurale à habitat dispersé, selon la nouvelle grille communale de densité à sept niveaux définie par l'Insee en 2022.
Elle est située hors unité urbaine. Par ailleurs la commune fait partie de l'aire d'attraction d'Amiens, dont elle est une commune de la couronne,. Cette aire, qui regroupe 369 communes, est catégorisée dans les aires de 200 000 à moins de 700 000 habitants,.

### Occupation des sols
L'occupation des sols de la commune, telle qu'elle ressort de la base de données européenne d'occupation biophysique des sols Corine Land Cover (CLC), est marquée par l'importance des territoires agricoles (91,4 % en 2018), en augmentation par rapport à 1990 (87,6 %). La répartition détaillée en 2018 est la suivante : 
terres arables (57 %), zones agricoles hétérogènes (34,5 %), forêts (8,6 %). L'évolution de l'occupation des sols de la commune et de ses infrastructures peut être observée sur les différentes représentations cartographiques du territoire : la carte de Cassini (XVIIIe siècle), la carte d'état-major (1820-1866) et les cartes ou photos aériennes de l'IGN pour la période actuelle (1950 à aujourd'hui).

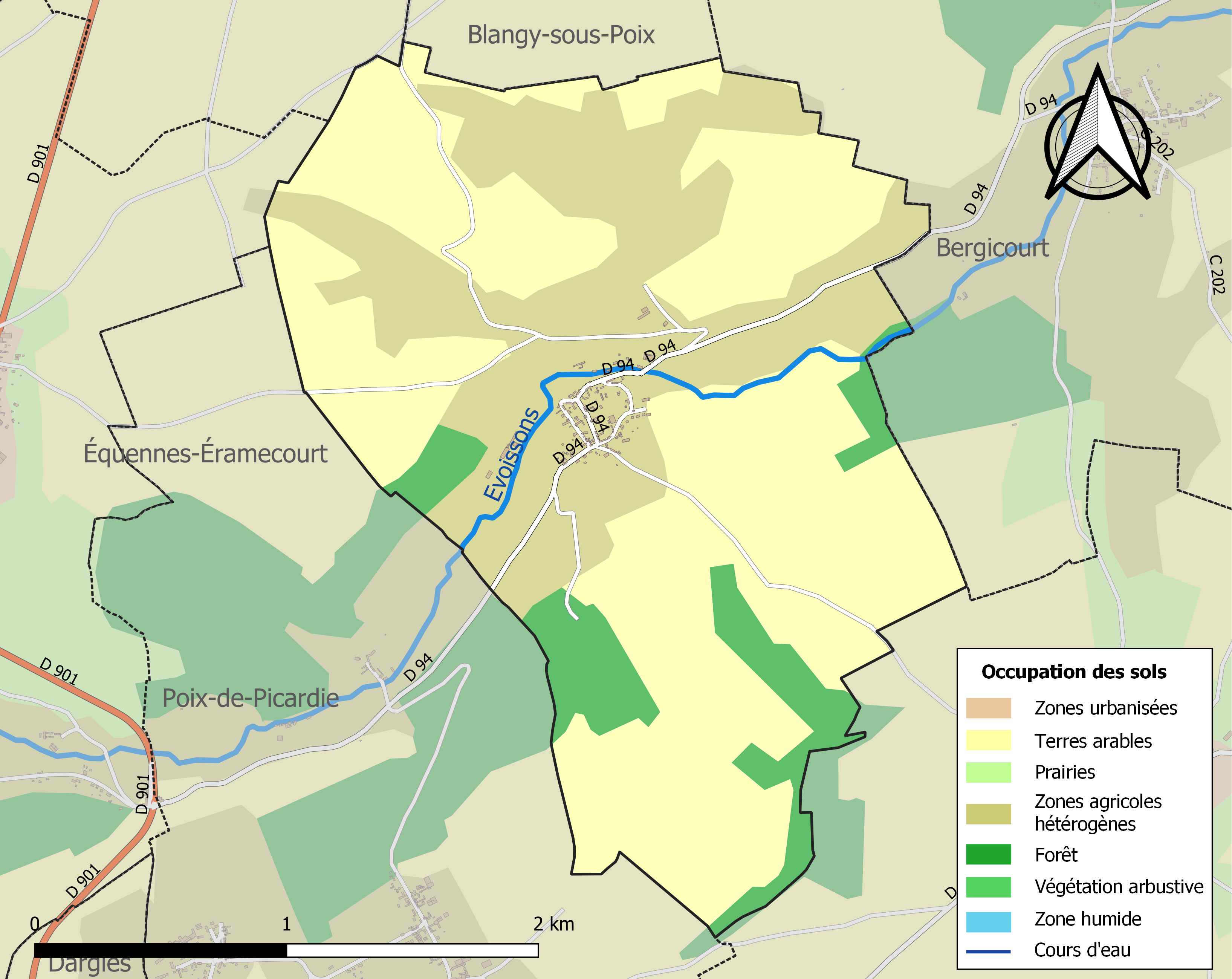
Carte des infrastructures et de l'occupation des sols de la commune en 2018 (CLC).

## Toponymie
Le nom de la localité est attesté sous les formes Guisencort en 1154 ; Gisencurt en 1164 ; Gissencourt en 11.. ; Guisencourt en 1301 ; Gisencourt en 1418 ; Guizencourt en 1692 ; Guisancour en 1733 ; Guisancourt en 1757 ; Guissancourt en 1764 ; Guizancourt en 1801.
En Picardie, de nombreux villages possèdent le suffixe « -court », signifiant leur appartenance à un personnage composant la première partie de leur nom. Cette façon de nommer les lieux daterait du début du Moyen Âge.

## Histoire
À la fin du XIXe siècle, des fondations anciennes et un puits profond dans le cimetière attestent encore que le village a eu son château.
À cette même époque, un charron et un maréchal-ferrant sont installés localement et les marais sont voués à la pâture des animaux du village.

## Politique et administration

### Rattachements administratifs et électoraux
La commune se trouve dans l'arrondissement d'Amiens du département de la Somme. Pour l'élection des députés, elle fait partie depuis 2012 de la quatrième circonscription de la Somme.
Elle fait partie depuis 1793 du canton de Poix-de-Picardie. Dans le cadre du redécoupage cantonal de 2014 en France, ce canton, où la commune reste intégrée, est modifié et agrandi.

### Intercommunalité
La commune était membre de la communauté de communes du Sud-Ouest Amiénois (CCSOA), créée en 2004.
Dans le cadre des dispositions de la loi portant nouvelle organisation territoriale de la République du 7 août 2015, qui prévoit que les établissements publics de coopération intercommunale (EPCI) à fiscalité propre doivent avoir un minimum de 15 000 habitants, la préfète de la Somme propose en octobre 2015 un projet de nouveau schéma départemental de coopération intercommunale (SDCI) qui prévoit la réduction de 28 à 16 du nombre des intercommunalités à fiscalité propre du département.
Ce projet prévoit la « fusion des communautés de communes du Sud-Ouest Amiénois, du Contynois et de la région d'Oisemont », le nouvel ensemble de 37 412 habitants regroupant 120 communes,. À la suite de l'avis favorable de la commission départementale de coopération intercommunale en janvier 2016, la préfecture sollicite l'avis formel des conseils municipaux et communautaires concernés en vue de la mise en œuvre de la fusion.
La communauté de communes Somme Sud-Ouest (CC2SO), dont est désormais membre la commune, est ainsi créée au 1er janvier 2017.

### Liste des maires
| Période                                  | Période                      | Identité         | Étiquette | Qualité                          |
| ---------------------------------------- | ---------------------------- | ---------------- | --------- | -------------------------------- |
| Les données manquantes sont à compléter. |                              |                  |           |                                  |
| mars 2001                                | En cours (au 8 octobre 2020) | Mme Dany Vasseur | EXG       | Réélue pour le mandat 2020-2026, |

## Population et société

### Démographie
L'évolution du nombre d'habitants est connue à travers les recensements de la population effectués dans la commune depuis 1793. Pour les communes de moins de 10 000 habitants, une enquête de recensement portant sur toute la population est réalisée tous les cinq ans, les populations de référence des années intermédiaires étant quant à elles estimées par interpolation ou extrapolation. Pour la commune, le premier recensement exhaustif entrant dans le cadre du nouveau dispositif a été réalisé en 2007.

En 2022, la commune comptait 121 habitants, en évolution de −0,82 % par rapport à 2016 (Somme : −1,26 %, France hors Mayotte : +2,11 %).
| 1793 | 1800 | 1806 | 1821 | 1831 | 1836 | 1841 | 1846 | 1851 |
| ---- | ---- | ---- | ---- | ---- | ---- | ---- | ---- | ---- |
| 172  | 198  | 316  | 209  | 214  | 235  | 224  | 253  | 261  |

| 1856 | 1861 | 1866 | 1872 | 1876 | 1881 | 1886 | 1891 | 1896 |
| ---- | ---- | ---- | ---- | ---- | ---- | ---- | ---- | ---- |
| 233  | 206  | 183  | 172  | 165  | 159  | 145  | 117  | 103  |

| 1901 | 1906 | 1911 | 1921 | 1926 | 1931 | 1936 | 1946 | 1954 |
| ---- | ---- | ---- | ---- | ---- | ---- | ---- | ---- | ---- |
| 121  | 128  | 104  | 84   | 88   | 82   | 81   | 94   | 95   |

| 1962 | 1968 | 1975 | 1982 | 1990 | 1999 | 2006 | 2007 | 2012 |
| ---- | ---- | ---- | ---- | ---- | ---- | ---- | ---- | ---- |
| 102  | 94   | 82   | 89   | 97   | 105  | 127  | 130  | 117  |

| 2017 | 2022 | - | - | - | - | - | - | - |
| ---- | ---- | - | - | - | - | - | - | - |
| 127  | 121  | - | - | - | - | - | - | - |

### Enseignement
En 1899, le village dispose d'une école mixte de 14 élèves.
Les communes d'Équennes, Guizancourt et Thieulloy-l'Abbaye ont organisé l'enseignement primaire local en regroupement pédagogique intercommunal.
Lahaye-Saint-Romain et Méréaucourt sont aussi concernés par le regroupement.

## Culture locale et patrimoine

### Lieux et monuments
- Église Saint-Martin-et-Saint-Fiacre.
- Les larris de la montagne de Guizancourt, exposés plein sud, gérés par le Conservatoire des espaces naturels, peuvent faire l'objet d'une découverte pédestre d'une heure trente minutes[33].
- Une ferme pédagogique abrite une centaine d'animaux dont des alpagas[34].

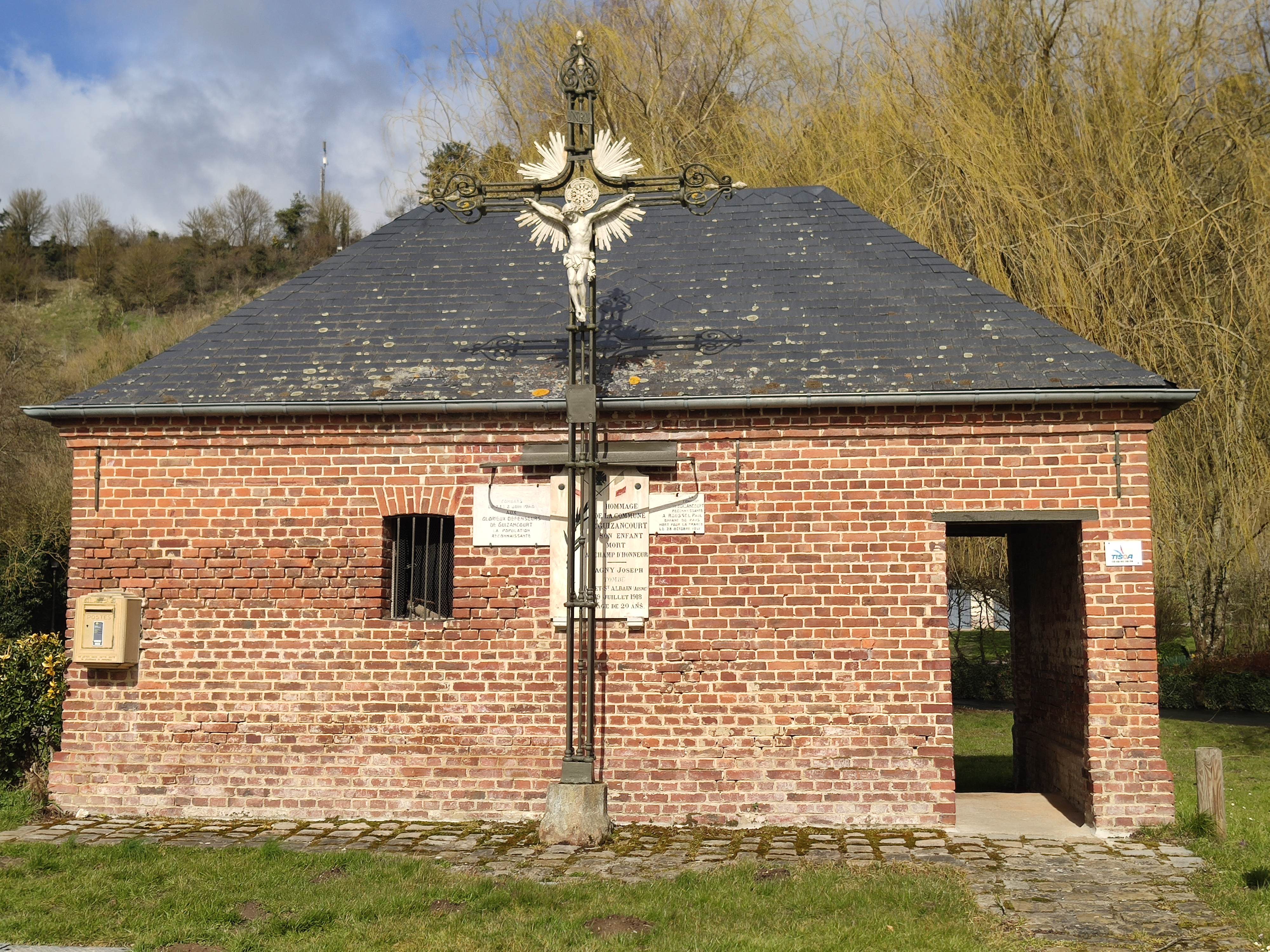
Bâtiment communal et plaques commémoratives
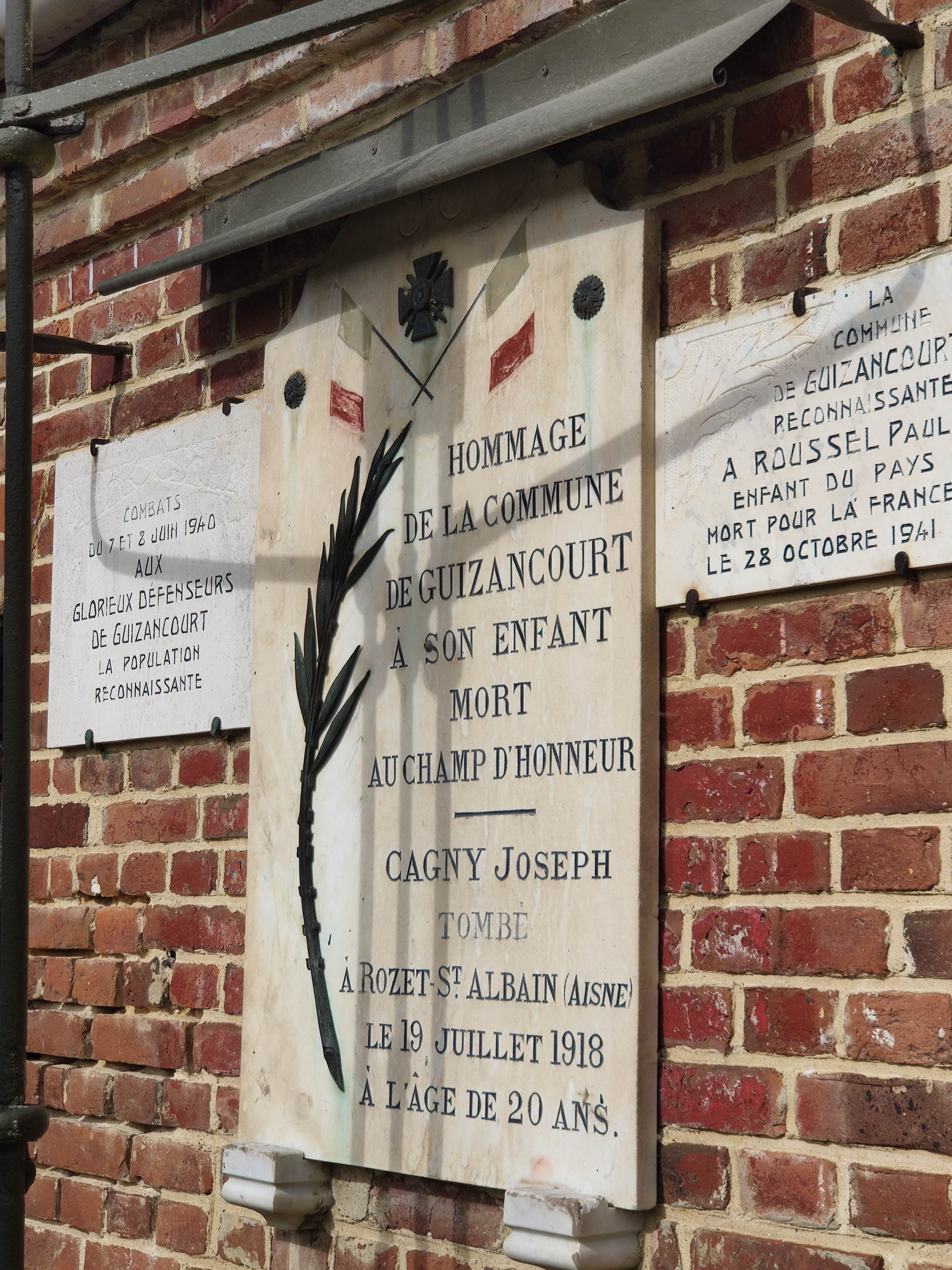
Plaques commémoratives.
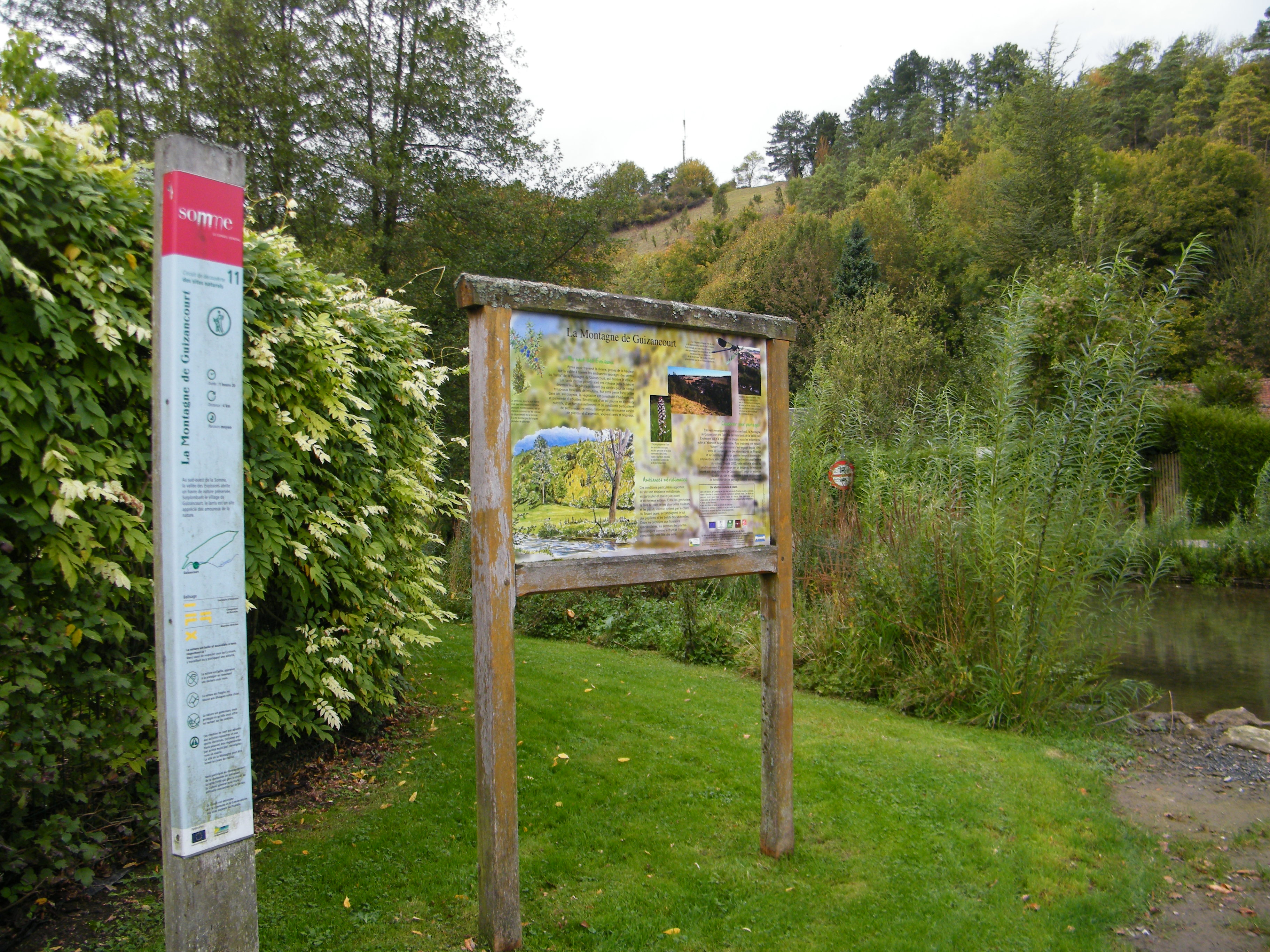
Balisage pour randonneurs.
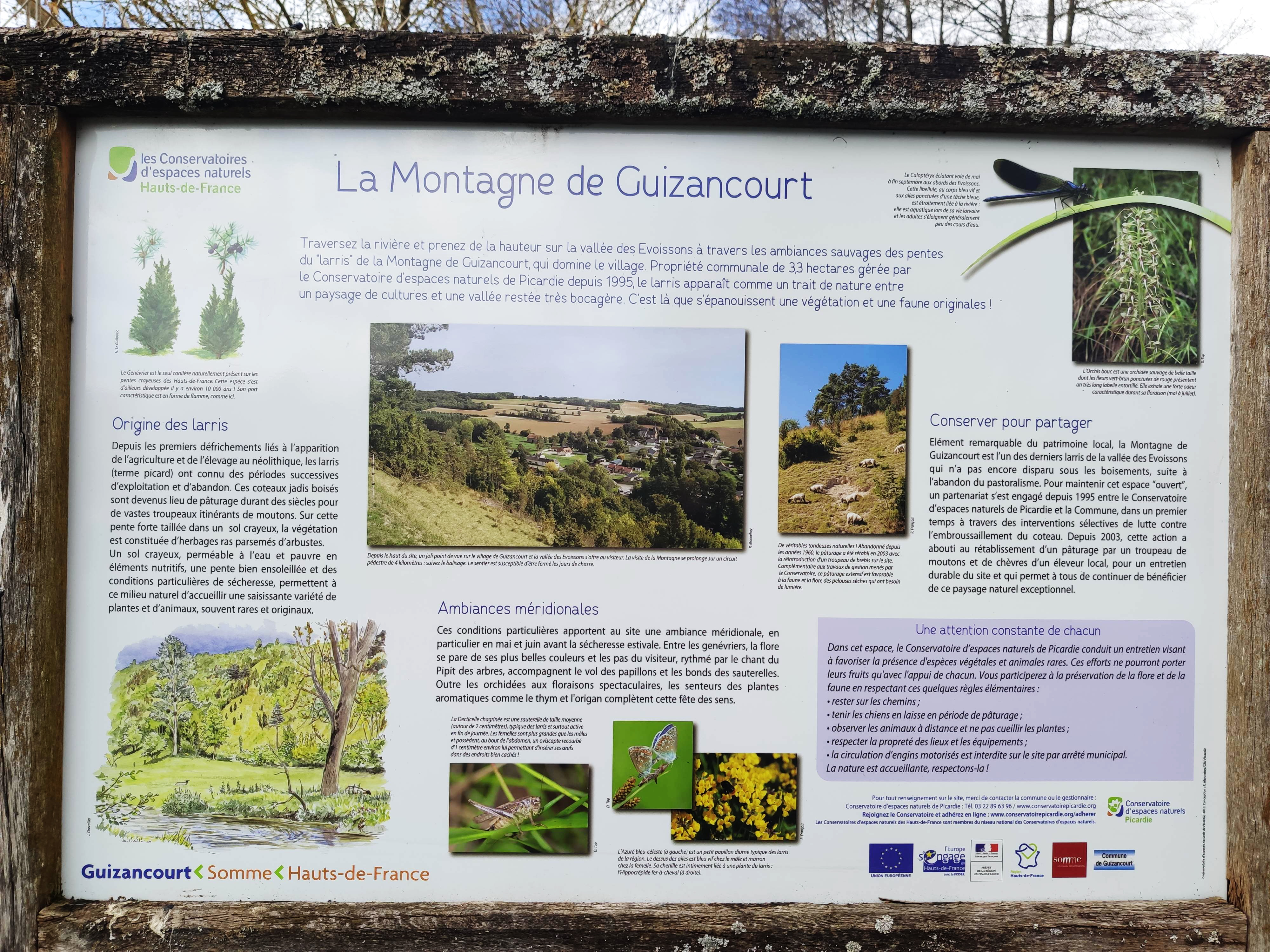
Panneau informatif.
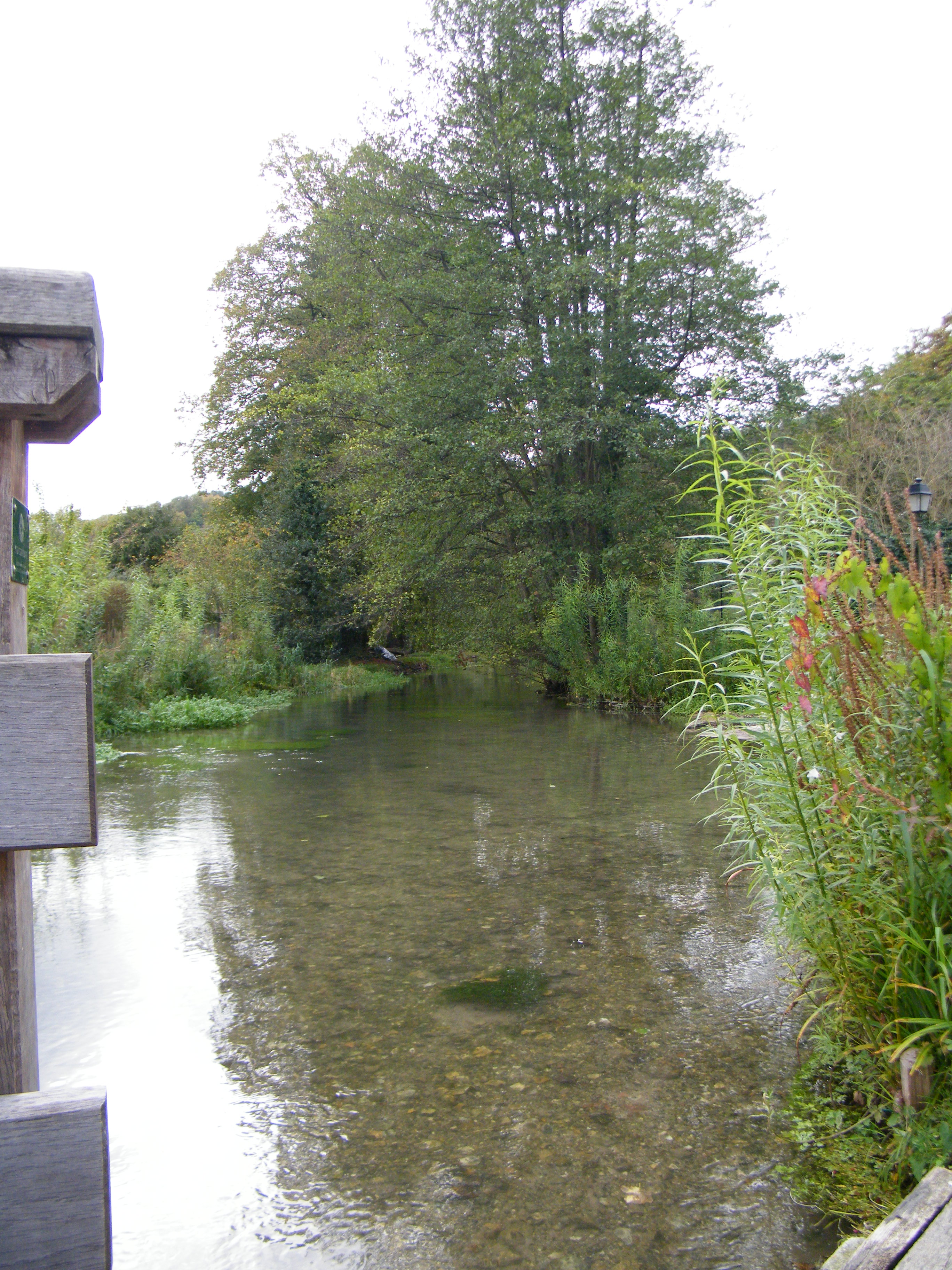
Vue du pont, la rivière des Évoissons.
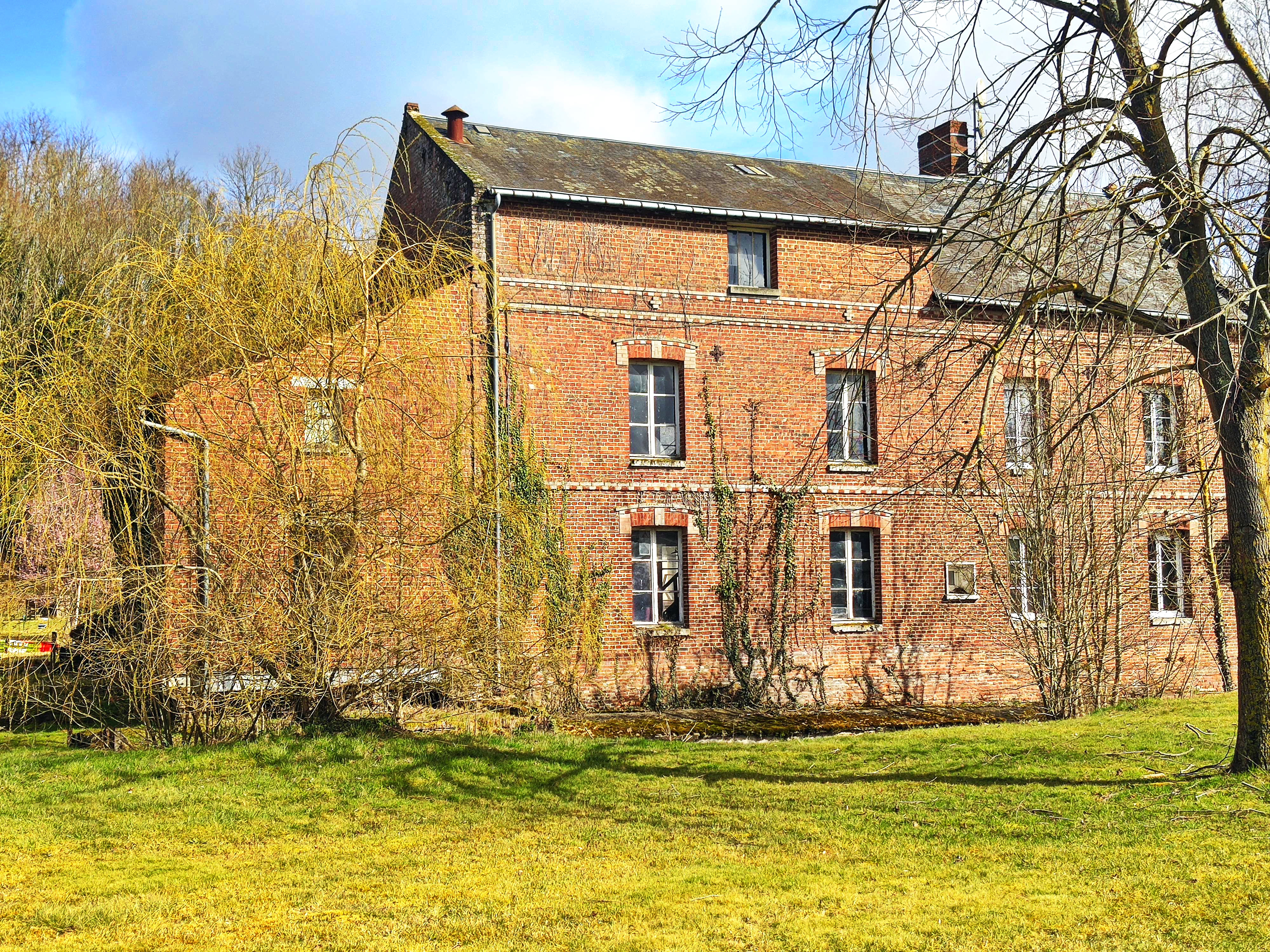
Le moulin
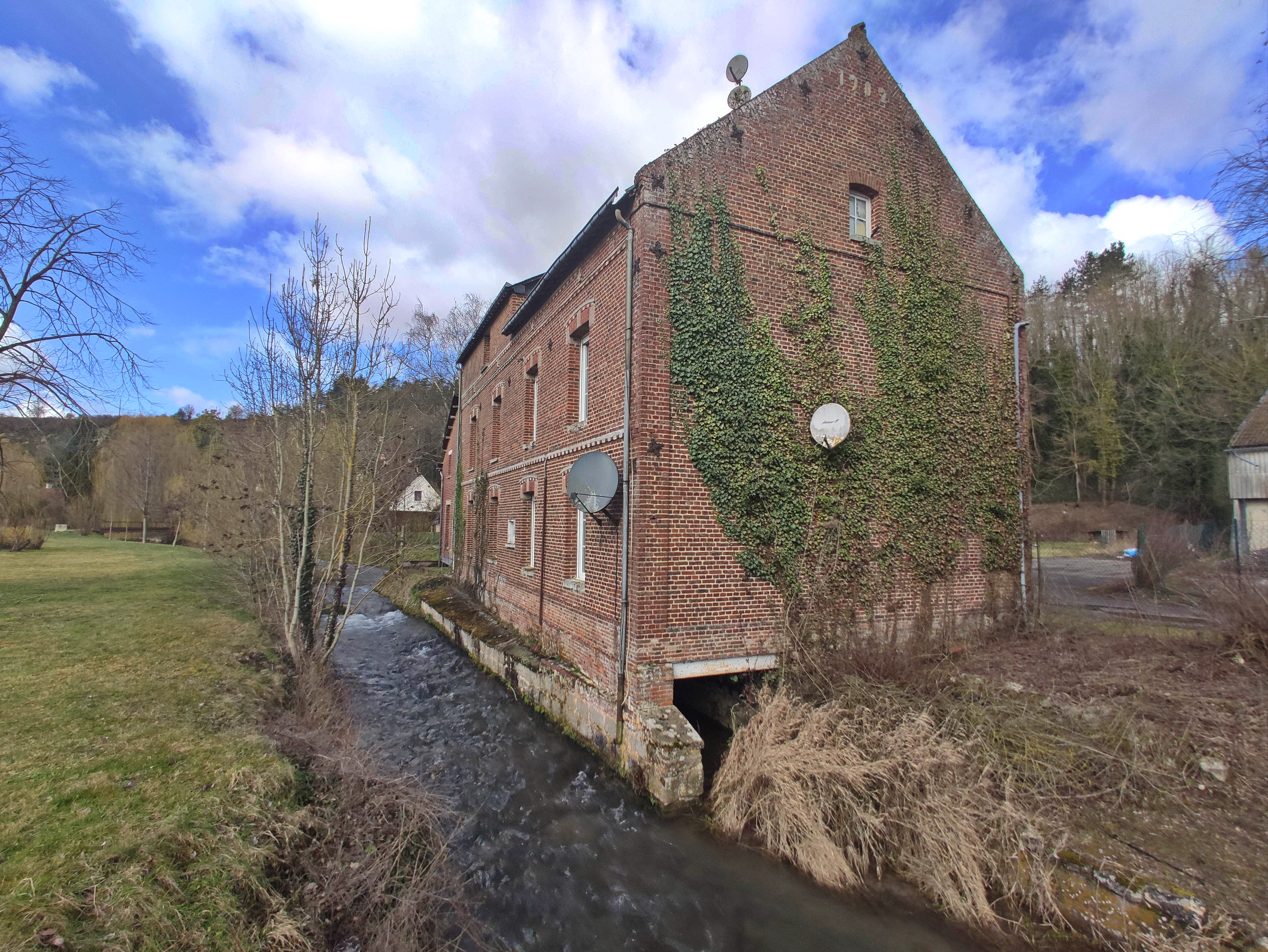
Le moulin et les Évoissons

### Héraldique
| Blason de Guizancourt | Blason  | D'azur à l'écusson d'argent accompagné de trois molettes d'or. |
| Blason de Guizancourt | Détails | Le statut officiel du blason reste à déterminer.               |